# Авксентій (Марінес)
Митрополит Авксентій (в миру Христос Марінес, грец. Χρήστος Μαρίνης нар. 1961, острів Егіна, Греція) — архієрей УПЦ КП, колишній митрополит Афін і всієї Еллади — першоієрарх неканонічної юрисдикції — Церкви істинно-православних християн Греції

## Біографія
Христос Марінес народився в 1961 році на грецькому острові Егіна. Після закінчення початкової школи навчався в церковних школах Корніфу й Афін. Був прихильником флоринітського Синоду Церкви ІПХ Греції, в 1984 році прийняв постриг у чернецтво з ім'ям Авксентій. У тому ж році Головою флоринітського Синоду архієпископом Афінським і всієї Еллади Авксентієм (Пастрасом) монах Авксентій (Марінес) був висвячений у сан ієродиякона. Через рік він був зведений в сан архідиякона і спрямований на послух в резиденцію архієпископа Афінського Авксентія (Пастраса).
У 1985 році митрополит Американський Паїсій (Лулургас) висвятив архідиякона Авксентія в сан пресвітера. У тому ж році ієромонах Авксентій був зведений в сан архімандрита. Парафіяльне служіння проходив у храмі Агії Анаргірі, також був настоятелем монастиря святого Кипріяна Егінського на острові Егіна.
Під час розколу, що стався у флоринітському Синоді в 1985 році, архімандрит Авксентий підтримав позицію архієпископа Афінського і всієї Еллади Авксентія (Пастраса), що утворив нову неканонічну релігійну організацію, відому як Авксентіївський Синод Церкви ІПХ Греції .
У авксентіївському Синоді архімандрит Авксентій був призначений секретарем новозаснованої Егінської єпархії.

### Архієрейство
У травні 1996 року архімандрит Авксентій був висвячений на єпископа Егінського. У його архієрейської хіротонії брали участь: першоієрарх Авксентій (Пастрас), митрополит Афінський і всієї Еллади, голова Авксентіївського Синоду Церкви ІПХ Греції, архієпископ Кефалонійський Максим (Валліанатос) і Димитрій (Біффіс), єпископ Конданській.
6 грудня 2002 року митрополит Егінський Авксентій був обраний головою Авксентіївського Синоду Церкви ІПХ Греції.
24 жовтня 2009 в юрисдикцію Синоду були прийняті п'ять парафій в Австралії, в лютому 2010 для цих восьми парафій, утворили окрему Австралійську єпархію. 15/28 лютого 2010 року відбулася архієрейська хіротонія архімандрита Якова (Яннакіса) в єпископа Аделаїдського. У ній взяли участь: першоієрарх митрополит Афін і всієї Еллади Авксентій (Марінес), митрополит Літісскій і Рендініський Феофіл (Каріпіс), митрополит Месогейський Філофей (Кінігалакіс), митрополит Саламинський Нектарій (Дзімас) і митрополит Талантійскій і Локрідський Герасим (Міхеліс). У 2012 році частина парафій покинула авксентієвську юрисдикцію, частина продовжила самостійне існування, парафії що залишилися в Авксентіївському Синоді були переведені в безпосереднє підпорядкування голові Синоду Церкви істинно-православних християн Греції. Єпископ Яків (Яннакіс) зібрав Синод, на якому було розглянуто прохання архієпископа Авксентія відправити його на спокій. Рішенням Синоду Авксентій (Марінес) був відправлений на спокій, головою Синоду був обраний єпископ Яків (Яннакіс).

### Перехід в УПЦ КП
10 жовтня 2021 року Авксентій співслужив літургію у Володимирському соборі з патріархом Філаретом, очільником Української православної церкви Київського патріархату.23 жовтня 2021 року на Архієрейському соборі Української православної церкви Київського патріархату як митрополит окремої старостильної церкви (Егінської і Пороської єпархії) був прийнятий зі своєю єпархією до складу УПЦ КП з титулом митрополит Херсонеський і Егінський.